# Barão de Quintela
Barão de Quintela foi um título criado por Decreto de 17 de Agosto de 1805, da rainha D. Maria I de Portugal, a favor de Joaquim Pedro Quintela, um grande comerciante e capitalista. Este título foi atribuído em duas vidas e foi o segundo baronato financeiro português, dois dias apenas após a primeira atribuição, ao barão de Porto Covo da Bandeira, na pessoa de Jacinto Fernandes Bandeira.
Usaram o título:
1. Joaquim Pedro Quintela (1748–1817), 1.º barão de Quintela;
2. Joaquim Pedro Quintela (1801–1869), filho do anterior, 2.º barão de Quintela e 1.º conde de Farrobo.